# Нвану, Чиди
Чиди Нвану (англ. Chidi Nwanu; 1 января 1967, Порт-Харкорт, Нигерия) — нигерийский футболист, игравший на позиции центрального защитника.

## Клубная карьера
Нвану начал свою футбольную карьеру в «Эньимбе» в 1983 году. Дебют в составе клуба состоялся в матче чемпионата Нигерии в возрасте 16 лет. В 1984 году перешёл в клуб «Спартанс» и играл в его цветах 2 года. В 1986 году продолжил свою карьеру в столичном клубе АКБ Лагос. В 1988 году тренер команды Патрик Экеджи предложил Нвану покинуть команду, потому что считал его «бесполезным». Игрок оставался в АКБ менее полугода, после чего принял решение покинуть страну.
Его первым европейским клубом стал бельгийский «Вестерло», который тогда играл в третьей лиге. В составе бельгийского клуба он провёл весь сезон 1989/1990 и летом перешёл в команду дивизионом выше «Дист». Сезон завершился для «Диста» на 11-м месте. Однако благодаря своей игре, уже летом 1991 года Нвану подписал контракт с клубом чемпионата Бельгии «Беверен». В первом сезоне нигериец сразу же занял место в стартовом составе — он сыграл в 30 матчах и забил гол. В сезоне 1992/1993 он занял 8 место в лиге со своим клубом и сыграл в 31 матче, забив в них 2 мяча. Сезон 1993/1994 Нвану также начал в «Беверене» и провёл 14 матчей в первой половине сезона.
Однако зимой 1994 года защитник перешёл в один из самых известных клубов в Бельгии, «Андерлехт». В лиге он сыграл в 9 матчах, выиграл чемпионат Бельгии и кубок Бельгии, а также принимал участие в 4 матчах Лиги чемпионов. В сезоне 1994/1995 к составу «Андерлехта» присоединился соотечественник Нвану, Селестин Бабаяро, однако Чиди потерял своё место в стартовом составе и появился на поле только в 5 матчах лиги и в 2 в Лиге чемпионов. В этом сезоне клуб во второй раз подряд выиграл чемпионат Бельгии. Летом 1995 года был отдан в аренду «Сент-Трюйден». За эту команду он провёл 18 матчей в чемпионате и помог клубу сохранить своё место в лиге — «Сент-Трюйден» финишировал 15-м. В сезоне 1996/1997 он вернулся в «Андерлехт» из аренды, но выходил на поле всего в 2 матчах и зимой решил покинуть клуб.
Новым клубом Нвану стал голландский «Валвейк». В весенней части сезона 1996/1997 он сыграл всего в 4 матчах, а клуб финишировал 16-м в лиге и сохранил прописку в чемпионате через плей-офф. Сезон 1997/1998 также не был успешным для Чиди, он появился на поле только три раза. По окончании сезона игрок принял решение завершить свою карьеру. В настоящее время служит пастором в США.

## Карьера в сборной
В 1988 году Нвану был членом олимпийской сборной Нигерии, которая участвовала в Олимпийских играх в Сеуле. За команду Манфреда Хёнера центральный защитник сыграл в 2 матчах группового этапа из трёх. Для Нигерии, однако, этот турнир закончился неудачей — 0 очков и разница мячей 1:8 — и команда покинула турнир.
В 1994 году был близок к участию в Кубке африканских наций, но в итоге не попал в заявку, проиграв конкуренцию в том числе капитану команды Стивену Кеши. В том же году тренер Клеменс Вестерхоф включил Нвану в заявку на чемпионат мира в США. Незадолго до финального турнира Кеши получил травму, и Нвану стал основным защитником «суперорлов», образовав связку в центре обороны с Уче Окечукву. Он был одним из трёх нигерийцев на этом турнире, наряду с Питером Руфаи и Очечукву, отыгравших все матчи от начала до конца. Нигерия финишировала на 1 месте в группе и выбыла в 1/8 финала, проиграв 1:2 в дополнительное время сборной Италии.
В 1997 году Нвану был вызван на матч с Кенией (1:1), прошедший в рамках отборочного турнира к чемпионату мира во Франции, и провёл на поле все 90 минут. Как оказалось позже, это был его последний матч за сборную. В составе сборной Нигерии Нвану появился в 20 матчах и не забил ни одного гола.

## Достижения
Андерлехт
- Чемпионат Бельгии (2): 1994, 1995
- Кубок Бельгии: 1994